# علی عمری
علی عمری (زادهٔ ۳ ژوئن ۱۹۸۳) یک بازیکن فوتبال اهل افغانستان است.
از تیم‌هایی که در آن بازی کرده‌است می‌توان به تیم ملی فوتبال افغانستان اشاره کرد.